# Glyptothorax kashmirensis
 Glyptothorax kashmirensis és una espècie de peix de la família dels sisòrids i de l'ordre dels siluriformes.

## Morfologia
Els mascles poden assolir els 11,7 cm de llargària total.

## Distribució geogràfica
Es troba a l'Índia, el Pakistan i el Nepal.